# Česká expedice
Česká expedice war ein Verlag in der Zeit der nationalen Wiedergeburt der Tschechen und ein Mittelpunkt zur Förderung tschechischsprachiger Literatur in Böhmen. 
Der Verlag, mit Buchhandel und Antiquariat wurde 1790, nach der Auflösung des  Verlag am Platz des Hl. Wenzels (Svatováclavské nakladatelství, auch Dědictví sv. Václava) in Prag, vom Verleger und Journalisten Václav Matěj Kramérius gegründet und wurde zum literarischen Zentrum der tschechischen Nationalbewegung in der Monarchie der Habsburger.
Verlegt wurden vor allem Texte der so genannten Wiedererwecker, fast ausschließlich in Tschechischer Sprache. Dazu gehörten Bücher und Zeitungen, welche die damals beliebten Kalender, religiöse Texte, Geschichten und Gedichte zum Inhalt hatten. Der Vertrieb der Druckwerke erfolgte meist in ländlichen Gebieten. Bezogen wurden sie meist von Geistlichen, Domherren und Bildungsbürgern, die sie in Leihbibliotheken Lesern zur Verfügung stellten.
Nach dem Tod von Kramérius leitete sein Freund und Mitarbeiter Jan Rulík kurze Zeit den Verlag. Dieser ging dann auf den Sohn, den Schriftsteller Václav Rodomil Kramérius über, welcher, weniger erfolgreich als sein Vater, den Verlag an Johann Ferdinand von Schönfeld (1750–1821) verkaufte. Dessen Familienunternehmen war damals der größte Verlag in Prag (1787 mit 17 Pressen) mit der Herausgabe von Zeitungen und populären Werken religiöser, belehrender und unterhaltender Literatur. 